# Claude Vandeloise
Claude Vandeloise, né le 2 octobre 1944 à Liège (Belgique) et mort le 22 août 2007 à Bâton-Rouge (Louisiane), est un linguiste reconnu pour ses travaux sur la représentation spatiale en français. 
L'ouvrage L'Espace en français paru en 1986, marque un tournant dans la discipline par son approche fonctionnaliste des prépositions spatiales. On lui doit en particulier, la définition des termes 'site' et 'cible', qui seront repris par de nombreux autres linguistes francophones par la suite.

## Biographie
Claude Vandeloise est né à Liège en 1944. Dans les années 1960, il est étudiant en mathématiques à l'université de Liège. Il collabore également à des spectacles de marionnettes au Théâtre universitaire royal de Liège (L'Intruse en 1964 , Prométhée enchaîné en 1966), puis il fonde la compagnie de marionnettes Bergamasque.
En 1986, il est professeur de linguistique française à l'université d'Anvers, puis à Lille. Professeur invité aux universités de Paris VIII et Aix-Marseille, il continue sa carrière comme directeur associé au CNRS (université de Toulouse le Mirail et École normale supérieure). Finalement, il enseigne la linguistique française au Department of French Studies de la Louisiana State University à Bâton-Rouge.
En octobre 2004, il est accusé d'avoir tué sa femme, Monique Beckers, qu'il avait épousée en France en 1991. Il décède d'un cancer le 22 août 2007, peu de temps avant son procès qui était prévu en octobre. Jusqu'au dernier moment, il déclare ne pas avoir voulu la mort de sa femme et vivement regretter les faits.

## Les deux versants de l’œuvre de Claude Vandeloise
On peut distinguer deux périodes bien distinctes dans l'œuvre de Claude Vandeloise. La première s'étend de 1980 à 1994. Elle est centrée sur l'étude des prépositions spatiales en français et la définition d'un cadre théorique où leur fonctionnement peut être décrit. La seconde, de 1995 à 2007, est centrée sur l'interaction entre l'espace (inoccupé) et la matière. Comme le dit Michel Aurnague, « il s’agit de définir plus précisément les interactions entre l’« espace » (vide) et la matière et, partant, de déterminer les propriétés ontologiques des entités et des concepts qui sous-tendent les descriptions spatiales ».